# Mai Qu
| Tibetische Bezeichnung          |
| ------------------------------- |
| Tibetische Schrift: སྨད་ཆུ        |
| Wylie-Transliteration: smad chu |
| Chinesische Bezeichnung         |
| Vereinfacht: 麦曲               |
| Pinyin:Mài Qū                   |

Der Mai Qu (chinesisch 麦曲, Pinyin Mài Qū; tib སྨད་ཆུ tib. smad chu), tibetisch auch Me Chu ist ein Nebenfluss des Mekong im Kreis Zhag’yab im Autonomen Gebiet Tibet der Volksrepublik China.